# (386454) 2008 XM
(386454) 2008 XM là một tiểu hành tinh lệch tâm, cỡ nhỏ được tính bằng km, với một trong những củng điểm nhỏ được biết đến trong số tất cả các hành tinh nhỏ. Nó được phân loại là vật thể gần Trái Đất của nhóm Apollo và được phát hiện vào ngày 2 tháng 12 năm 2008, bởi chương trình LINEAR tại Địa điểm thử nghiệm thí nghiệm của Phòng thí nghiệm Lincoln ở Socorro, New Mexico, Hoa Kỳ.

## Quỹ đạo và phân loại
Tiểu hành tinh quay quanh Mặt Trời ở khoảng cách 0.1–2.3 AU mỗi 16 tháng (494 days). Quỹ đạo của nó có  độ lệch tâm là 0.91 và độ nghiêng là 5° so với hoàng đạo. Do tính lập dị nổi bật của nó, nó cũng xuyên qua Thủy, xuyên qua Sao Kim và xuyên qua Sao Hỏa.
Nó có củng điểm nhỏ thứ ba của bất kỳ tiểu hành tinh được đánh số nào, đứng sau (137924) 2000 BD19 và (374158) 2004 UL. Khoảng cách quỹ đạo tối thiểu Trái Đất của nó là 0,0047 AU (700.000 km) chỉ tương ứng với 1.9 khoảng cách Mặt Trăng.

## Tính chất vật lý
Theo khảo sát được thực hiện bởi sứ mệnh NEOWISE của Nhà khảo sát hồng ngoại trường rộng của NASA, tiểu hành tinh có đường kính 367±9 mét và bề mặt của nó có suất phản chiếu là 0,125. Kể từ năm 2016, thành phần và loại quang phổ của hành tinh, cũng như thời gian quay và hình dạng của nó vẫn chưa được biết.

## Đặt tên
Tính đến năm 2017, hành tinh vi hành này vẫn chưa được đặt tên.